# 1866 no jornalismo
Nesta página encontrará referências aos acontecimentos directamente relacionados com o jornalismo ocorridos durante o ano de 1866.

## Eventos
- Fundação do periódico português Paquete do Tejo.[1]
- Março - Fim da edição do periódico brasileiro Themis Pernambucana.

## Nascimentos
| Data          | Nome                 | Profissão                                                                                         | Nacionalidade | Observações | Ref   |
| ------------- | -------------------- | ------------------------------------------------------------------------------------------------- | ------------- | ----------- | ----- |
| 5 de abril    | Vicente de Carvalho  | advogado, jornalista, político, abolicionista, fazendeiro, deputado, magistrado, poeta e contista | Brasil        | m. 1924     | [ 2 ] |
| 26 de julho   | Diogo Paim de Bruges | professor, jornalista e político                                                                  | Portugal      | m. 1930     |       |
| 2 de dezembro | José Petitinga       | jornalista, escritor e espírita                                                                   | Brasil        | m. 1935     |       |